# 賀蘭蕃
賀蘭蕃（?—?），河南郡洛阳县（今河南省洛阳市）人，隋朝汉化鲜卑人，擔任隋朝的武候将军。
父贺兰澄在北周官至凌州刺史，贺兰蕃历任北周开府仪同三司、隋朝长州刺史，封成安郡公。隋文帝仁寿年间、隋炀帝大业年间，贺兰蕃和兰兴洛都担任为武候将军，刚严正直，不避强御，以称职知名。

## 子
- 贺兰淹（583年—624年）
- 贺兰师仁，任唐朝银青光禄大夫、散骑常侍、封应山公。
  - 贺兰越石
    - 贺兰务温（657年—721年），字茂弘